# Syd'Quan Thompson
(en) Statistiques sur pro-football-reference
Syd'Quan Thompson (né le 7 février 1987 à Sacramento) est un joueur américain de football américain. Il joue actuellement avec les Kiss de Los Angeles, évoluant en Arena Football League.

## Enfance
Thompson fait ses études à la Grant Union High School. En 2003, il reçoit le titre de Mister Football pour l'État de Californie. De nombreux organismes tels que Rivals.com, Scout.com ou ESPN le définissent comme un futur grands joueurs.

## Carrière

### Université
Il entre à l'université de Californie en 2005, faisant une année comme remplaçant. En 2006, il devient le cornerback titulaire des Golden Bears après la blessure de Tim Mixon au genou. The Sporting News le nomme comme freshman de l'année pour la conférence All-Pac 10. En 2008, il débute tous les matchs de l'université californienne et sert de punt returner. Il intercepte quatre passes pour 128 yards et dix-huit passes arrêtées. Contre l'université d'État de Washington, il intercepte une passe et la retourne en un touchdown de 108 yards. Il retourne une nouvelle interception dans ce même match de quatre-vingt-dix yards. Contre l'université d'État du Colorado, il retourne un punt de soixante-treize yards pour un touchdown.

### Professionnel
Syd'Quan Thompson est sélectionné au septième tour du draft de la NFL de 2010 par les Broncos de Denver au 225e choix. Il intercepte sa première passe en professionnel contre les Giants de New York le 17 octobre 2010. Pour sa première saison en professionnel (rookie), il entre au cours de treize matchs et intercepte deux passes pour vingt yards ainsi que quatre passes bloquées, trois fumbles et un récupéré ainsi que sept tacles. Lors du dernier match de la pré-saison 2011, il se blesse au tendon d'achille et rate toute la saison 2011. Thompson est coupé juste avant le début de la saison, n'étant pas retenu dans la liste finale des cinquante-trois hommes.
Le 1er novembre 2013, après un an de chômage, il s'engage avec les SaberCats de San José en Arena Football League, principal ligue de football américain en salle du pays. Avant de pouvoir jouer le moindre match, il est échangé aux Predators d'Orlando avec Quentin Sims et Andre Freeman, contre Simeon Castille, le 3 février 2014. Trois jours plus tard, il est une nouvelle fois échangé, à la nouvelle franchise des Kiss de Los Angeles, avec Matt Spanos.